# Photonectes margarita
Photonectes margarita és una espècie de peix de la família dels estòmids i de l'ordre dels estomiformes.

## Morfologia
- Els mascles poden assolir 39,6 cm de longitud total.[4][5]

## Hàbitat
És un peix marí i d'aigües profundes que viu entre 0-5.087 m de fondària.

## Distribució geogràfica
Es troba a l'Atlàntic oriental (des del Marroc fins a Mauritània, i des del Gabon fins a Namíbia), el Golf de Mèxic, el Carib, el Canadà, l'Índic i el Pacífic.